# Presentisme (història)
|  | Per a altres significats, vegeu «Presentisme». |

El presentisme és la introducció anacrònica d'idees, perspectives i conceptes tal com les comprenem i usem en el present, en les interpretacions i explicacions que fem sobre fets històrics del passat. El presentisme és considerat una fal·làcia historiogràfica.